# Мамедов, Назим Гусейн оглы
Назим Гусейн оглы Мамедов (Назим Байдамирли) (азерб. Məmmədov Nazim Hüseyn oğlu; род. 4 мая 1963, Çay Rəsullu, Кедабекский район) — депутат Милли меджлиса Азербайджана III созыва.

## Биография
Родился 4 мая 1963 года в селе Чай Расуллу Кедабекского района Азербайджана. 
В 1982 году окончил с отличием Бакинский планово-учетный техникум. 
В 1989 году окончил факультет землеустройства Воронежского государственного аграрного университета. 
С 1989 года работал младшим научным сотрудником в Воронежском сельскохозяйственном институте. С 1990 года — преподаватель Воронежского государственного аграрного университета. 
Окончил аспирантуру того же университета. Защитил кандидатскую диссертацию. Получил звание кандидата экономических наук.
Автор двух книг и многочисленных научных статей. 
Являлся докторантом Санкт-Петербургского государственного университета экономики и финансов. Успешно защитил диссертацию на соискание степени доктора экономических наук.
С 1982 по 1984 год проходил срочную военную службу в Советской Армии.
С 1993 по 1999 год являлся генеральным директором ООО «Капитал х» в городе Липецке. С 1996 года — генеральный директор ЗАО «Империал ЛТД». С 2000 года являлся президентом компании «Global Caspian LTD» (Баку). 
С 2003 по 2005 год — генеральный директор ООО «Бинапметал». 
С 2010 года продолжает предпринимательскую деятельность. Является владельцем «Baydamirli Holding». 
Регулярно выступал в СМИ с предложениями по совершенствованию законодательства и управления в сфере предпринимательства.
Являлся депутатом Милли Меджлиса Азербайджана III созыва (2005—2010).
Избран в парламент 6 ноября 2005 года на выборах в по 104-му Гедабекско-Товузскому избирательному округу. 
Являлся членом рабочих групп парламента по межпарламентским связям Азербайджан — Босния-Герцеговина, Азербайджан — Индонезия, Азербайджан — Грузия, Азербайджан — Нидерланды, Азербайджан — Украина.
Являлся членом комиссии парламента по экономической политике.
Член партии «Новый Азербайджан».
В настоящее время продолжает общественно-политическую деятельность. Независимо от политических целей, продолжает сотрудничество с политическими партиями, НПО и межпартийными объединениями Азербайджана. Является основателем благотворительного фонда «Байдамирли».

## Арест
5 июля 2023 года задержан по обвинению в вымогательстве.